# Táctica de ataque y retirada

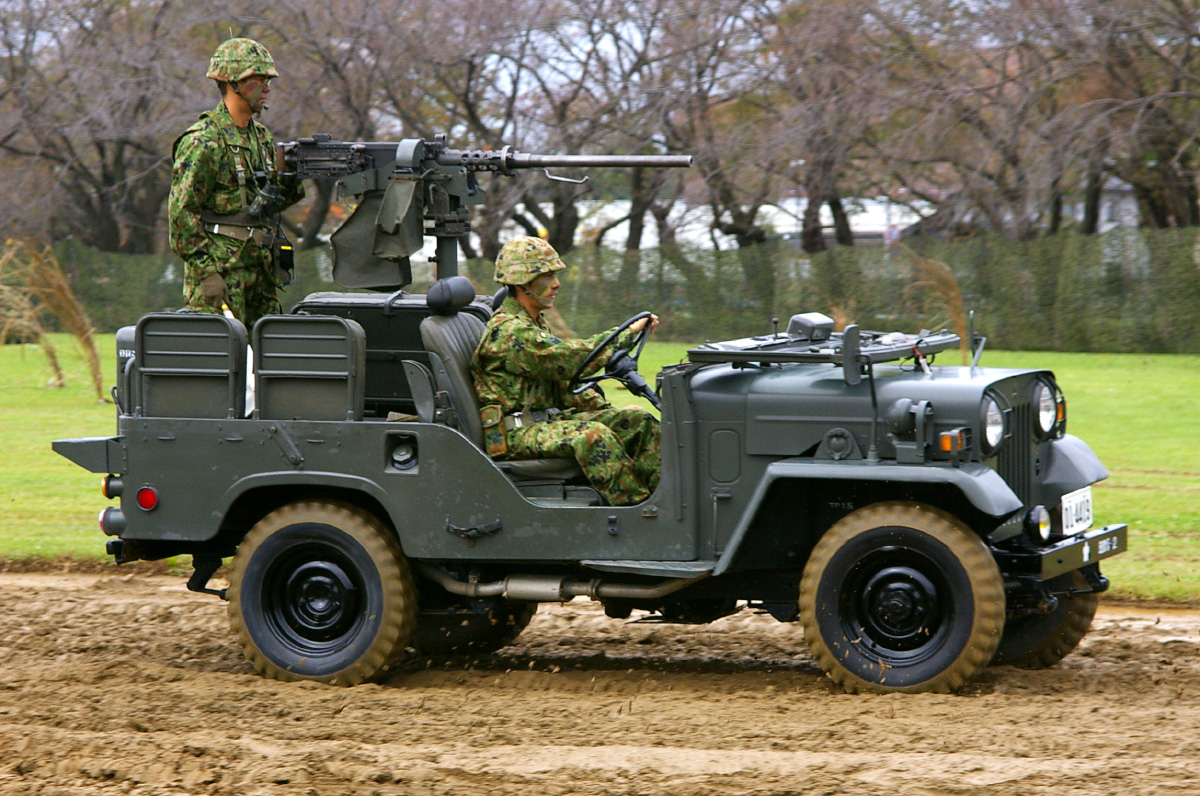
Una camioneta militar JGSDF armada con una ametralladora pesada para operaciones de hostigamiento antipersonal.

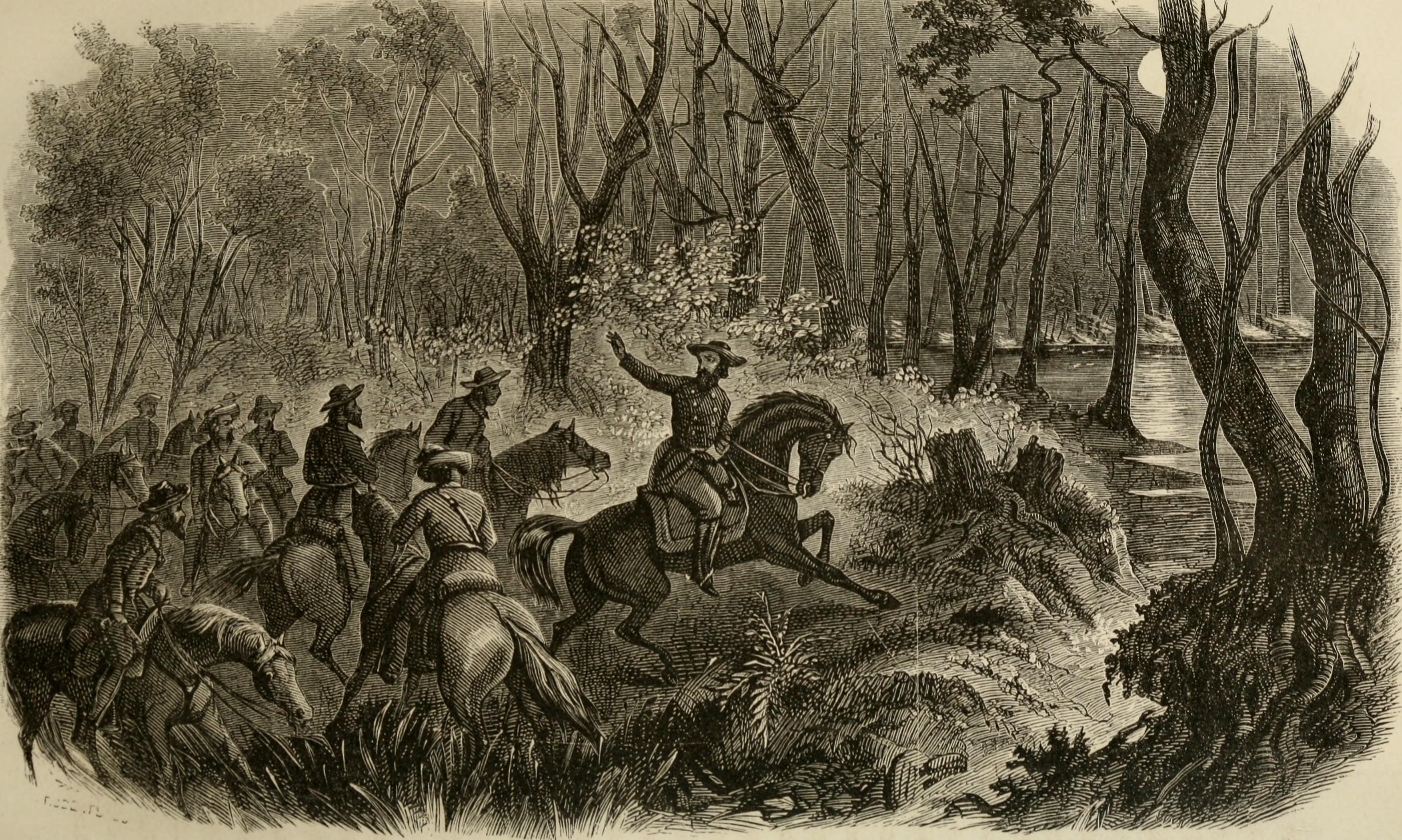
La caballería de Jeb Stuart realizó una serie de incursiones alrededor del ejército de George McClellan en las Batallas de los Siete Días empleando tácticas de ataque y retirada.

La táctica de ataque y retirada, también llamada de golpe y fuga o ataques relámpago es una doctrina táctica que consiste en usar ataques cortos de sorpresa, retirarse antes de que el enemigo pueda responder con fuerza, y maniobrar constantemente para evitar el combate total con el enemigo. El propósito no es derrotar decisivamente al enemigo o capturar territorio, sino debilitar lentamente las fuerzas enemigas mediante incursiones, hostigamiento y  escaramuzas, mientras que se limita el riesgo a las fuerzas amigas. Tales tácticas también pueden exponer las debilidades defensivas del enemigo y lograr un efecto psicológico en la moral del enemigo.
El ataque y retirada es la principal táctica de la guerra de guerrillas, los movimientos de resistencia militante y el terrorismo, en los que el enemigo suele superar a la fuerza atacante hasta el punto de evitar cualquier combate sostenido. Sin embargo, las fuerzas regulares del ejército a menudo emplean tácticas de ataque y retirada a corto plazo, generalmente en preparación para un posterior combate a gran escala con el enemigo, cuando y donde las condiciones deberían ser más favorables. Ejemplos de esto último incluyen ataques de comandos u otras fuerzas especiales, reconocimiento, o salidas desde una fortaleza, castillo u otro punto fuerte. Las tácticas de golpeo y fuga también fueron donde sobresalieron los arqueros a caballo ligeramente armados y casi sin armadura típicos de los pueblos de la estepa euroasiática. Esto es especialmente cierto para las tropas que no formaban parte de un gran ejército (como los grupos de exploración), pero no era raro verlos empleados de tal manera incluso como parte de una fuerza importante.

## Uso histórico
Los romanos encontraron esta táctica por primera vez en las Guerras Lusitanas, donde los lusitanos utilizaron la táctica llamada concursare ("bullicio"). Se trataba de cargar hacia adelante contra las líneas enemigas, solo para retirarse después de un breve enfrentamiento o sin chocar, al que seguirían más ataques en una cadencia similar. De esta manera, los lusitanos impulsaron a los ejércitos romanos a romper la formación y a perseguirlos, aprovechando esto para llevarlos a trampas y emboscadas.
La victoria selyúcida sobre el Imperio Bizantino en la Batalla de Manzikert fue precedida por los ataques de golpe y fuga de la caballería selyúcida, forzando l ejército bizantino a retirarse. De forma similar, los tempranos arqueros a caballo partos y sasánidas persas allanaban el camino para el ataque de sus catapultas que lograron las victorias decisivas en la Batalla de Carras y la Batalla de Edesa. El uso de tácticas de golpe y fuga se remonta incluso antes, a los escitas nómadas de Asia Central, que las emplearon contra el imperio persa aqueménido de Darío el Grande y más tarde contra el Imperio Macedonio de Alejandro Magno. El general árabe Baibars también utilizó con éxito el golpe y la fuga durante la batalla de Ain Yalut, la primera derrota del Imperio Mongol de rápida expansión.
Superado en número en Norteamérica, Francia hizo uso efectivo de las incursiones de golpe y fuga durante las diversas Guerras franco-indias. En la Guerra de Independencia turca, los turcos lucharon contra el ejército griego mediante tácticas de golpe y huida antes de que se estableciera un ejército regular. Marathas bajo shivaji y sus sucesores también recurrieron a tácticas de golpe y fuga contra el Imperio Mogol.
En la Guerra de Vietnam, las fuerzas del Viet Cong utilizaron tácticas de golpe y fuga con gran eficacia contra las fuerzas militares anticomunistas. También ha sido utilizado en Afganistán por las fuerzas rebeldes durante la Guerra Soviética-Afgana. Varios grupos insurgentes iraquíes también han utilizado tácticas de ataque y fuga como parte de sus tácticas contra las fuerzas de seguridad iraquíes y las fuerzas de la coalición lideradas por Estados Unidos en Irak. Los vehículos de combate improvisados llamados "técnicos" se utilizan a menudo en tales operaciones.

## En economía
El término golpe y fuga es también utilizado en la economía, para describir una firma que entra en un mercado para aprovecharse de los beneficios anormales y luego salir. Esta táctica se puede ver en el mercado competitivo.